# Troglohyphantes exul
Troglohyphantes exul este o specie de păianjeni din genul Troglohyphantes, familia Linyphiidae, descrisă de Thaler, 1987.
Este endemică în Italia. Conform Catalogue of Life specia Troglohyphantes exul nu are subspecii cunoscute.